# Alfred Lomas
Alfred Lomas (ur. 30 kwietnia 1928 w Stockport, zm. 6 stycznia 2021) – brytyjski polityk i działacz partyjny, poseł do Parlamentu Europejskiego I, II, III i IV kadencji.

## Życiorys
Kształcił się m.in. w St Paul's Elementary School w Stockport. Od 1942 pracował zawodowo jako urzędnik w biurze radcy prawnego, operator radiotelefoniczny w Royal Air Force i nastawniczy. Działacz Partii Pracy oraz Co-operative Party. Od 1959 był etatowym pracownikiem laburzystów, a w latach 1965–1979 sekretarzem politycznym londyńskiego oddziału Co-operative Party.
W latach 1979–1999 przez cztery kadencje sprawował mandat eurodeputowanego, wchodząc w skład frakcji socjalistycznej. Pracował m.in. w Komisji ds. Kwestii Politycznych, Komisji ds. Kontroli Budżetu oraz Komisji ds. Petycji.